# Bernard Curry
Bernard Curry (Melbourne, 27 marzo 1974) è un attore australiano.

## Biografia
Debutta nel 1995 nella nota soap opera australiana  Neighbours e vi rimane fino all'anno successivo, salvo tornare per un cameo nel 2005 nel ruolo di Luke Handley. Nel 2002 è nel film americano per la televisione Junction Boys al fianco di Tom Berenger. In seguito parteciperà a diverse serie televisive, sia americane che australiane.

## Filmografia parziale
- Neighbours - soap opera (1995-1996, 2005)
- NCIS - Unità anticrimine (NCIS) - serie televisiva (2012)
- Pretty Little Liars - serie televisiva (2012)
- C'era una volta (Once Upon a Time) - serie televisiva (2013, 2016)
- CSI - Scena del crimine (CSI: Crime Scene Investigation) - serie televisiva (2014)
- Bordering (Bordering on Bad Behavior), film (2014)
- Impact Earth - film (2015)
- Wentworth - serie televisiva (2016)